# Eisenbahnbrücke über den Río Toltén
Die Eisenbahnbrücke über den Río Toltén überquerte bei Pitrufquén in Südchile den Río Toltén. Sie bestand aus einem Gitterträger mit darüber liegender Hängebrücke. Das Viadukt bestand aus neun Abschnitten von je 49 Metern Länge und hatte eine Gesamtlänge von rd. 450 Metern.

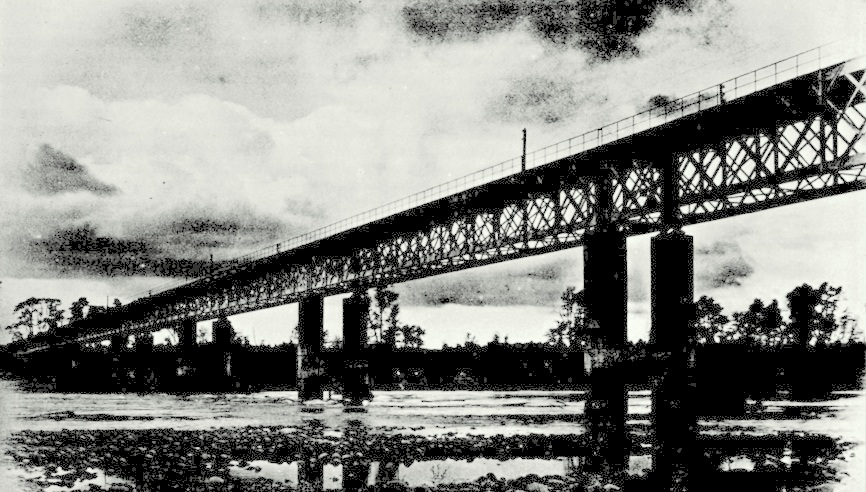
Zustand 1903

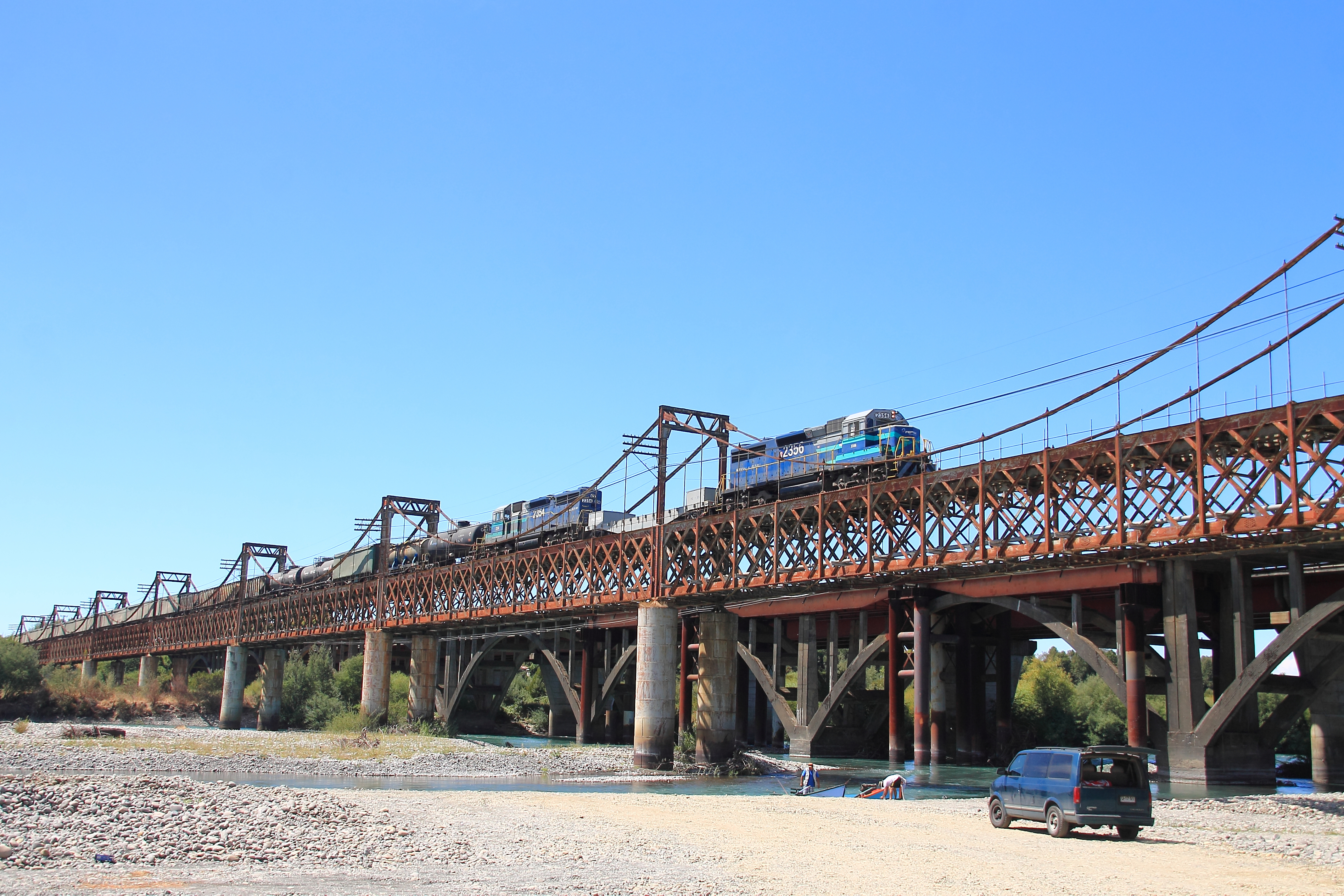
Die Brücke im Vorlandbereich (2015)

Die 1898 fertiggestellte Brücke stürzte am 18. August 2016 unter der Last eines Güterzugs ein.